# 방망이 깎던 노인
《방망이 깎던 노인》은 1974년에 출판된 윤오영의 한국 수필이다. 이 수필에서 노인은 무뚝뚝한 모습을 보이며 방망이를 깎는데 한나절의 시간을 보낸다. 방망이 하나를 만들기 위하여 신중함을 기울이며 최선을 다하는 모습을 그리고 있다. 노인은 손님의 채근에도 아랑곳하지 않으며 방망이를 묵묵히 깎으며 방망이 한 벌을 완성하면 굽은 허리를 펴고 무심히 동대문의 추녀를 바라본다.

## 같이 보기
- 윤오영